# 康斯坦丁·斯坦丘
康斯坦丁·斯坦丘（羅馬尼亞語：Constantin Stanciu，1911年4月13日—？），罗马尼亚男子足球运动员，司职前锋。他曾代表罗马尼亚国家队参加1930年国际足联世界杯，结果队伍止步小组赛阶段。